# Oltre ogni rischio
Oltre ogni rischio (Cat Chaser) è un film del 1989, diretto da Abel Ferrara, basato sul romanzo Cat Chaser (che è il soprannome da militare del protagonista, e che in slang americano ha un significato sconcio) di Elmore Leonard.

## Trama
George Moran è un reduce americano dell'operazione Power Pack, che per vivere gestisce un bell'alberghetto a Miami, in Florida. Durante un viaggio in Repubblica Dominicana, alla ricerca di una certa Luci Palma (che gli salvò la vita nel 1965 e che gli diede il soprannome di "Caccia fighe"), questi incontra Mary DeBoya, infelice moglie dell'ex generale e imprenditore dominicano Andres DeBoya. In realtà viene fuori che i due si conoscevano da qualche anno, sin dal loro incontro in un Country club in Florida. I due s'innamorano, e Mary decide di divorziare dall'ex generale e torturatore della polizia domenicana, pretendendo però i due milioni di dollari previsti dal contratto prematrimoniale. La caccia a quei soldi provoca cinque morti violente, anche perché entrano in gioco altri due misteriosi protagonisti: un altro reduce dell'occupazione, il veterano Nolen Tyner, ed un poliziotto newyorkese, Jiggs Scully.

## Accoglienza
Il film ebbe critiche discordanti, ed ebbe una nomination per il "Miglior Film" al Mystfest nel 1989. Fu distribuito in VHS nel 1991 e in DVD nel 2003. A causa della scena di sesso iniziale, il film è definito come appartenente al genere "thriller erotico", mentre in realtà ha poco da spartire con il genere. Venne girato tra Santo Domingo e Miami, tenendo dunque fede alle reali location della trama.